# Сантьяго Бенітес
Сантьяго Бенітес (* 1903, Парагвай — 1997) — парагвайський півзахисник, гравець збірної Парагваю на Чемпіонаті світу 1930.